# Serhiï Chaptala
Serhiï Oleksandrovytch Chaptala (en ukrainien : Сергій Олександрович Шаптала), né le 5 février 1973, est le chef de l'État-major général des forces armées ukrainiennes, avec le grade de lieutenant général du 28 juillet 2021 au 9 février 2024,.

## Biographie
En 2013, il commande le 300e régiment mécanisé d'Ukraine.
De 2014 à 2017, il commande la 128e brigade d'assaut de montagne. De 2017 à 2020, il est chef d'état-major du Commandement opérationnel sud puis en avril 2020 devient commandant du Commandement opérationnel ouest.
Il est nommé le 28 juillet 2021 chef de l'État-major général des forces armées ukrainiennes. Le 9 février 2024, il est remplacé à ce poste par Anatoliy Barhylevytch.